# Берзіна Світлана Валеріївна
Берзіна Світлана Валеріївна (народ. 3 травня 1974 року у м. Маріуполь Донецької області) — президентка Всеукраїнської громадської організації «Жива планета» [Архівовано 10 березня 2015 у Wayback Machine.], міжнародна аудиторка систем управління якістю та екологічного управління, експертка Програми ООН з навколишнього середовища (ЮНЕП) з питань сталого споживання та виробництва,  екологічної сертифікації та маркування.

## Біографія
Народилася 03 травня 1974 року в родині військовослужбовця, м. Жданів (Маріуполь) Донецької області, з 1983 року проживає в місті Київ.
У 1991 році закінчила з відзнакою загальноосвітню школу № 237 в м. Києві.
У 1997 році одержала кваліфікацію – менеджерка ЗЕД у Київському торговельно-економічному університеті.
У період 1992-2000 рр. брала активну участь у роботі громадських організацій, обіймала посади керівниці проєктів.
У період 2000-2002 рр. помічниця-консультантка народного депутата України (Ігор Гаврилов, Партія зелених України).
У 2002 році за результатами установчого з'їзду була одноголосно обрана президенткою Всеукраїнської громадської екологічної організації «Жива планета» [Архівовано 10 березня 2015 у Wayback Machine.]. У 2003 році  заснувала структурний підрозділ організації Центр екологічної сертифікації та маркування [Архівовано 22 жовтня 2019 у Wayback Machine.]. На даний час Центр є єдиним в Україні органом з екологічної сертифікації та маркування І типу, компетентність якого визнана на державному і міжнародному рівні шляхом акредитації.
З 2003 року по 2010 рік  громадську та експертну діяльність поєднувала з роботою на керівних посадах у Київській міській державної адміністрації. У період 2003-2008 - директоркою КП "ЦІТ", у період 2008-2010 року - генеральною директоркою Київського зоопарку загальнодержавного значення.
У 2005 році згідно з наказом Держспоживстандарту від 11.03.2005 № 64 обіймає посаду заступниці голови національного технічного комітету стандартизації ТК 82 «Охорона довкілля» [Архівовано 26 жовтня 2019 у Wayback Machine.]. Уповноважена представниця України (focal point) в технічному комітеті Міжнародної організації стандартизації TC/ISO 207 «Системи екологічного управління».
Керівниця розробок понад 100 технічних регламентів і стандартів у  сфері безпеки, захисту довкілля, енергозбереження і ресурсоефективності, оцінювання життєвого циклу.
У 2006 році одержала  кваліфікацію екологині у  Державному екологічному інституті Міністерства охорони навколишнього природного середовища України.
З 2007 року – сертифікована міжнародна аудиторка систем управління якістю та екологічного управління.
З 2010 року і по даний час – членкиня Колегії Державної екологічної інспекції України.
З 2011 року є здобувачкою наукового ступеню за спеціальністю 08.00.05. «Розвиток продуктивних сил та регіональна економіка» за темою «Формування ринку «зелених» закупівель в регіоні».
У 2012 році – співзасновниця щорічного Міжнародного форуму для сталого розвитку GREEN MIND [Архівовано 22 жовтня 2019 у Wayback Machine.] (у партнерстві з Торгово-промисловою палатою України [Архівовано 20 грудня 2021 у Wayback Machine.] і Міністерством екології та природних ресурсів України [Архівовано 18 жовтня 2019 у Wayback Machine.]). З 2019 року GREEN MIND [Архівовано 22 жовтня 2019 у Wayback Machine.] змінює формат на Платформу для сталого розвитку бізнесу, що формується з різноманітних заходів за участю представників влади, бізнесу, науковців, експертів та громадськості.
З  2014 року –  національна експертка проєкту «Впровадження сталих публічних закупівель в Україні» EaP GREEN [Архівовано 20 жовтня 2019 у Wayback Machine.] –  з 2017 року координаторка проєкту.
З листопада 2016 року і по даний час – голова громадської ради при Мінприроди (з вересня 2019 – Мінекоенерго [Архівовано 22 жовтня 2019 у Wayback Machine.]).
Членкиня громадської ради при Мінекономрозвитку. [Архівовано 26 жовтня 2019 у Wayback Machine.]
З січня 2019 – голова Дорадчої групи України зі сталого розвитку [Архівовано 13 листопада 2019 у Wayback Machine.].

## Сфера професійних інтересів
Сталий розвиток, адаптація законодавства України до права ЄС, зелена і циркулярна економіка, економічні інструменти в державній екологічній політиці, технічне регулювання і стандартизація, промислова екологія, хімічна безпека, управління відходами, ресурсоефективні та більш чисті технології виробництва, екологічна сертифікація та маркування, органічне виробництво, екологічна освіта.

## Сфера громадських інтересів
Участь у формуванні та реалізації державної політики, громадська оцінка, імплементація положень Орхуської конвенції, інформаційно-просвітницька діяльність.

## Професійні досягнення
Співпраця з європейськими інституціями та міжнародними організаціями:
Програма ООН з навколишнього середовища (ЮНЕП);
Організація ООН з промислового розвитку (ЮНІДО);
Представництво ООН в Україні;
Делегація ЄС в Україні;
Федеральне міністерство навколишнього середовища, охорони природи та безпеки ядерних реакторів Німеччини;
Федеральне агентство з охорони навколишнього середовища в Німеччині;
Міжнародний інститут індустріальної екологічної економіки.
Членство в міжнародних організаціях:
З 2003 року –  Глобальної мережі екологічного маркування (GEN), міжнародної асоціації що об’єднує органи з екологічного маркування;
З 2005 року – Міжнародного технічного комітету ISO/TC 207 «Системи екологічного управління», у період 2005 і по даний час бере участь в роботі міжнародних робочих груп при ISO/TC 207  з  розробляння міжнародних стандартів пов’язаних з оцінюванням екологічної ефективності та результативності , управління парниковими газами тощо.
З 2007 року – Міжнародної федерації органічного сільсько-господарського виробництва (IFOAM [Архівовано 15 березня 2015 у Wayback Machine.]), міжнародної неурядової організації що об’єднує 700 організацій з 117 країн світу.
Досвід управління проєктами які були реалізовані 
ВГО «Жива планета» [Архівовано 10 березня 2015 у Wayback Machine.] за технічної підтримки: ПРООН-ГЕФ (зміни клімату), ПРООН в Україні (сталий розвиток),  Програми ООН з навколишнього середовища (ЮНЕП) (зелена економіка), RECO East & SEPA, IIIEE [Архівовано 19 березня 2015 у Wayback Machine.] (відходи), Міжнародний фонд «Відродження» (впровадження стандартів ЄС в Україні у сфері якості атмосферного повітря).
Авторка численних видань та публікації у сфері технічного регулювання, охорони довкілля та промислової екології; систем екологічного управління. Має практичний досвід у сфері державного управління, законотворчої діяльності, у т.ч. розроблення місцевих та державних цільових програм, упровадження інтегрованих систем управління.

## Публікації
Перспективы «зеленого» дифференцирования [Архівовано 2 квітня 2015 у Wayback Machine.] 

Развитие новых видов сертификации продукции в Украине. Экологическая сертификация и маркировка продукции. 

Зелений Розум = здорові продукти = сильна Україна 

Технический прогресс и комфортная среда обитания. Часть 1. 

Технический прогресс и комфортная среда обитания. Часть 2. 

Нові правила гри на ринку органічної продукції та сировини 

Роль екологічної сертифікації та маркування у впровадженні сталих державних закупівель в Україні 

Життя — не казка, а важка робота [Архівовано 19 січня 2015 у Wayback Machine.] 

Знаки на упаковке, чего опасаться? [Архівовано 23 квітня 2015 у Wayback Machine.] 

Екологічне маркування: теорія омани по-українські 

О ГМО — ни слова! 

Без ГМО – не значит безопасно 

Смертные грехи производителей продуктов ппитания 

Экотовары: узнаем по этикетке [Архівовано 20 квітня 2015 у Wayback Machine.] 

«Зеленое очковтирательство» 

Українська програма екологічного маркування відзначатиме свій ювілей
Довідник у запитаннях та відповідях «На шляху зеленої модернізації економіки: модель сталого споживання та виробництва» (С.В.Берзіна та ін.) [Архівовано 22 жовтня 2019 у Wayback Machine.]
Посібник «Системи екологічного управління: сучасні тенденції та міжнародні стандарти» (С.В. Берзіна, І.І. Яреськовська та ін.) [Архівовано 22 жовтня 2019 у Wayback Machine.]
Посібник для громадських інспекторів з охорони довкілля «Громадський екологічний контроль»(С.В. Берзіна, В.Є. Борейко, Г.С. Бузан) [Архівовано 22 жовтня 2019 у Wayback Machine.]